# 黃安源
黃安源，M.B.E.，胡琴演奏家。重慶出生，中国音樂學院畢業。1977年移居香港，1981年任香港中樂團團長（concert master）（2008年9月1日起改稱「樂團首席」）、拉弦組聲部長、助理指揮（assistant conductor），直至2008年8月31日離開樂團。
曾多次在大型音樂會中擔任二胡獨奏。發行超過26張二胡專輯。兒子黃晨達亦為二胡演奏家。

## 演奏專輯
- 胡琴大師黃安源專輯

1. 神奇的二根弦
2. 梁祝
3. 查爾達斯匈牙利舞曲
4. 酒歌
5. 梁祝高胡協奏曲
6. 山連水，水連天
7. 劉天華十大名曲
8. 亂世情侶二胡協奏曲（1990年1月）
9. 黃安源與12種胡琴
10. 長城隨想二胡協奏曲（1994年）

- 香港中樂團專輯
  - 交響詩穆桂英掛帥
  - 黃安源的胡琴世界
- 香港管弦樂團專輯
  - 蘇武中胡協奏曲
  - 廣東音樂幻想組曲

## 指揮專輯
- 大陸國樂名家名曲

## 榮譽
- 1985年當選香港十大傑出青年
- 1989年獲香港藝術家聯盟之演奏家年獎
- 1991年在紐約卡內基音樂廳舉辦演奏會
- 1991年獲紐約美華藝術學會之「亞洲傑出藝人獎」
- 1997年獲英女皇頒授M.B.E.勳銜

## 評論
- 樂評家詹姆士‧奧斯欽斯：「中國絃樂器的胡琴家族，似乎為西方人開啟了另一個更精緻的藝術欣賞空間……二胡以二根弦幻化出的多采音色，使聽眾於頃刻間感受西方小提琴實毋須具備四根弦之多。」（刊登於紐約時報）